# Igreja de São Sebastião Caracará (Aquiraz)
A Igreja de São Sebastião foi construída no local da antiga Igreja que caiu, a obra foi feita por seu morador, onde permanece até hoje, com sua estrutura e aos poucos passa por algumas reformas entre tetos e pisos anteriores, também seu entorno da igreja ouve ao longos desses anos várias pequenas mudanças deixando no estilo moderno, não se sabe exatamente a data da construção da igreja, mas supõe-se que seja por volta de 1937, quando os moradores se uniram para construir uma nova igreja.

## Origem do nome de São Sebastião
São Sebastião (França, 256 d.C. – 286 d.C.) originário de Narbonne e cidadão de Milão, foi um mártir e santo cristão, morto durante a perseguição levada a cabo pelo imperador romano Diocleciano. O seu nome deriva do grego sebastós, que significa divino, venerável (que seguia a beatitude da cidade suprema e da glória altíssima).

## História
A primeira igreja católica construída na época caiu em 1937, na localidade de Caracará (Aquiraz), na cidade de Aquiraz, estado do Ceará, tem estilo simples, como era feita de taipe e com uma grande chuva na comunidade acabou caindo, assim como tudo está muito ligada a religião, tais como: a semana santa, a festa do padroeiro, que é realizado anualmente no mês de janeiro, trazendo várias pessoas de outras localidades e distritos.
A segunda igreja foi construída em 1960 por um dos moradores chamado Sr. Severo.
A terceira e última igreja foi construída em 1976, que foi entregue as chaves a dona Maria Assunção, uma das moradoras que ficou responsável na época. A capela fazia parte do município de Cascavel e depois passou a fazer parte do município de Pindoretama, com a divisão do mapa politico do município de Aquiraz e onde ficava mais próximo para o pároco, na lateral, esquerda, abriga um salão paroquial. A simpática Igreja de São Sebastião tem somente muitas histórias e hoje já passou por várias mudanças ao longo dos tempos.
Desde sua fundação, a igreja pertence a Arquidiocese de Fortaleza (Archidioecesis Fortalexiensis), é uma circunscrição eclesiástica da Igreja Católica no estado do Ceará. Congrega 143 paróquias.